# クボジュンのえいごっこ
クボジュンのえいごっこは、2004年10月3日～2006年9月24日に放送した親子のための英語教育番組。
TBS（日曜朝5:45～6:00、月末は5:15～5:30）、BS-i（日曜朝9:00～9:30）ほかにて放送。

## 出演
- 久保純子
- ジェリー・ソーレス（人形の声[1]）

## スタッフ
- 製作：BS-i、TBS
- 制作協力：TBSビジョン
- プロデューサー：篠原彰弘
- 総合演出：難波一弘

## 関連書籍
- 2005年に朝日出版社より出版。（ISBN 978-4-255-00318-4（4-255-00318-1））スキットCDが付録だった。